# Gojūon
|                | a  | i  | u  | e  | o  |
| -------------- | -- | -- | -- | -- | -- |
| ∅              | あ | い | う | え | お |
| K              | か | き | く | け | こ |
| S              | さ | し | す | せ | そ |
| T              | た | ち | つ | て | と |
| N              | な | に | ぬ | ね | の |
| H              | は | ひ | ふ | へ | ほ |
| M              | ま | み | む | め | も |
| Y              | や | 𛀆 | ゆ | 𛀁 | よ |
| R              | ら | り | る | れ | ろ |
| W              | わ | ゐ | 𛄟 | ゑ | を |
| Kana adicional |    |    |    |    |    |
| ん             |    |    |    |    |    |

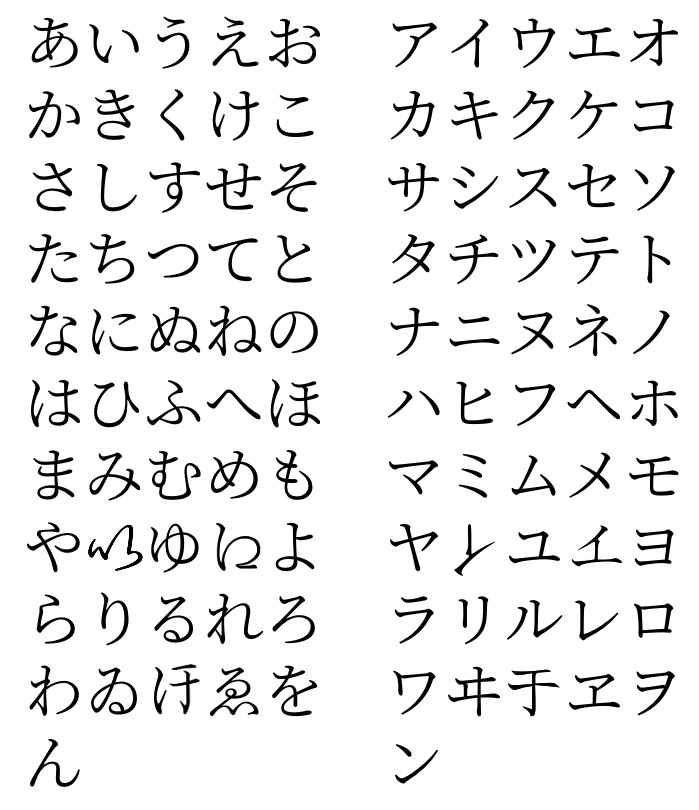
Orden gojūon (incluyendo kanas obsoletos) en hiragana y katakana.

El gojūon (en japonés: 五十音, lit. '50 sonidos') es un sistema de ordenamiento de los kanas (tanto  hiragana o katakana) dispuestos en diez filas de cinco caracteres cada una. A pesar de su nombre solo posee 46 kanas, y no incluye:
- kanas formados por consonantes sonoras (aquellos con dakuten)
- los yoon, kanas compuestos que denotan sonidos contraídos, formados por una consonante, una semivocal y una vocal, como きゃ (kya) o しゅ (shu)
- sokuon (っ)
- "yi", "ye", "wi", "wu" y "we", son símbolos ya obsoletos.

El orden gojūon es usado de manera similar al orden alfabético de las lenguas indoeuropeas, por ejemplo en diccionarios. Otros criterios de ordenamiento son el iroha y, para los kanjis, el orden mediante radicales.